# Železarna Ravne
Železarna Ravne je skupno ime za več družb na lokaciji Raven na Koroškem, ki so nekdaj nastopale pod tem imenom. Danes na območju nekdanje železarne Ravne obstaja več firm, ki zaposlujejo približno 3000 ljudi iz vse Koroške. Največja družba na lokaciji je Metal Ravne s približno 900 zaposlenimi.

## Zgodovina
Začetki fužinarstva na Koroškem segajo v leto 1620. Po letu 1774 so ob reki Meži začele obratovati prve kovačnice in žebljarne ter s tem razmah industrijske izdelave železa. Leta 1807 so takratne Guštanjske obrate kupili grofje Thurni, ki so nato do leta 1827 pokupili še večino drugih obratov po Mežiški dolini, ter jih širili in modernizirali. Izdelke so izvažali v Grčijo, Turčijo, Italijo, Sirijo, Egipt ter na začetku 20. stoletja tudi v Brazilijo ter na Bližnji in Daljni vzhod, ter v Rusijo. Po prvi svetovni vojni je grof Thurn prevzel jugoslovansko državljanstvo in ostal lastnik ravenske železarne, tovarno pa je povezal z delniško družbo bratov Böhler na Dunaju in jo tako vključil v kompleks nemške oboroževalne industrije. Konec tridesetih let 20. stoletja so začeli v železarni poleg plemenitih jekel, po katerih so sloveli, izdelovati tudi končne izdelke za potrebe kmetijstva, prometa in železnice.
Odločilni razvoj se je začel po drugi svetovni vojni, ko je v Jugoslaviji železarna postala državna last in so zgradili livarno ter valjarno kvalitetnega jekla, mehanično delavnico za pnevmatična kladiva in kovačnico. Po elektrifikaciji železarne so dogradili še valjarno, halo za izdelavo industrijskih nožev,lužilnico, kalilnico in kemijski laboratorij. V sredini 80-ih let 20. stoletja je bilo v takratni železarni Ravne zaposlenih preko 6000 ljudi.
Leta 1992 je na Ravnah iz enotnega podjetja Železarna Ravne na novo ali s prevzemom nastalo več proizvodnih in storitvenih podjetij. Trenutno obstajajo:

- Metal Ravne
- Noži Ravne
- Sistemska tehnika
- Petrol Energetika
- SZ oprema
- Stroji Ravne (Presses Ravne)
- ZIP Center
- ÅKERS valji
- Croning livarna
- LKR
- Viptronik
- ELVIP
- S restavracije (hrana)
- Paleco (strojegradnja in kljucavnicarstvo)
- (hrana)